# اباجالوی سفلی
اباجالوی سفلی (به ترکی؛ آشاغې آباجالې، Aşağı Abacalı)، روستایی از توابع بخش نازلو در شهرستان ارومیه استان آذربایجان غربی ایران است.

## جمعیت
این روستا در دهستان طلاتپه قرار داشته و بر اساس سرشماری سال ۱۳۸۵ جمعیّت آن ۱۹۲ نفر (۶۲ خانوار)
بوده‌است.